# Gainneville
Gainneville is een gemeente in het Franse departement Seine-Maritime (regio Normandië) en telt 2370 inwoners (1999). De plaats maakt deel uit van het arrondissement Le Havre.

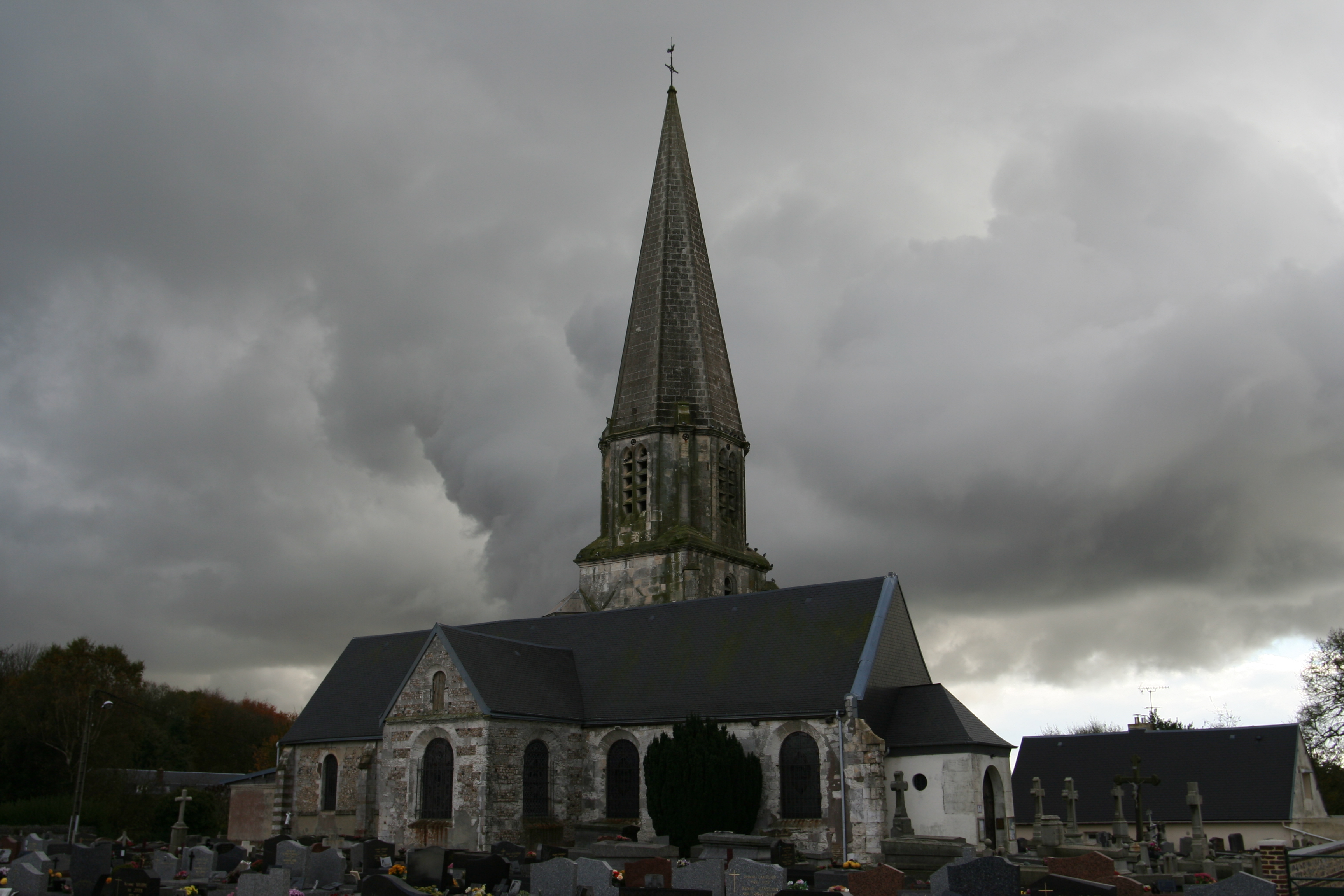
Gainneville

## Geografie
De oppervlakte van Gainneville bedraagt 4,7 km², de bevolkingsdichtheid is 504,3 inwoners per km².
De onderstaande kaart toont de ligging van Gainneville met de belangrijkste infrastructuur en aangrenzende gemeenten.

## Demografie
Onderstaande figuur toont het verloop van het inwonertal (bron: INSEE-tellingen).